# Tony Brown (basket-ball, 1960)
Pour les articles ayant des titres homophones, voir Tony Brown et Brown.
Ne doit pas être confondu avec Tony Brown (basket-ball, 1964) ou Tony Brown (basket-ball, 1979).
Anthony William « Tony » Brown, né le 29 juillet 1960, à Chicago, dans l'Illinois, est un joueur et entraîneur de basket-ball américain. Il évolue durant sa carrière aux postes d'arrière et d'ailier.

## Palmarès
- CBA All-Defensive Second Team 1983